# Spore
A Spore (korábban SimEverything) videójáték, műfajilag egy „istenszimulátor”, amelyet a Maxis fejlesztett és az Electronic Arts adott ki, tervezője pedig Will Wright, a SimCity és a The Sims megalkotója. Microsoft Windows és Mac OS X operációs rendszerekre 2008 szeptemberében jelent meg. A játék különleges kiadása, a Spore: Galactic Edition tartalmazott egy DVD-t, melyen a játék fejlesztéséről készített videó szerepelt, illetve a National Geographic Channel által készített „Hogyan alkossunk egy fejlettebb élőlényt” című videót is tartalmazott a keményfedeles művészeti album (The Art of Spore), a poszter és a 100 oldalas kézikönyv (Galactic Handbook) mellett, amit a Prima Games készített. A Spore univerzumához kapcsolódóan több játék is megjelent: ilyen például a Spore Origins nevet viselő, árkád stílusú játék, mely mobilkészülékeken vált elérhetővé, a Spore Creatures, ami egy könnyed szerepjáték Nintendo DS, valamint iOS platformokra vagy a Darkspore című akció-szerepjáték. A játék egyetlen kiegészítő lemeze, a Spore: Galaktikus Kalandok (Spore: Galactic Adventures) 2009 júniusában jelent meg PC-re. 2009 őszén a Spore Hero és a Spore Hero Arena jelent meg Wii, illetve Nintendo DS platformokra, illetve bejelentették a  Spore Creature Keeper nevű programot, melyről azóta sem érkeztek hírek, így fejlesztését valószínűleg leállították.
A Spore az akció- és szerepjátékok, valamint a valós idejű stratégiai játékok vonásait egyaránt magán viseli. A játékos egy faj fejlődését irányíthatja, a kezdeti egysejtű szintről egy intelligens és szociálisan fejlett lénnyé, mely kezdetben a bolygót is, majd a világűrt is meghódítja. Az újabb fejlődési fázisokba lépve nő a játékos bővebb lehetőségeket kap a személyre szabhatóság terén, alkotásait pedig megoszthatja egy online rendszeren (Sporepedia) keresztül, ezeket pedig más játékosok letölthetik, illetve összetalálkozhatnak az univerzumban más játékosok által alkotott, egyedi élőlényekkel.
A játék számos halasztás után jelent csak meg, fogadtatása általában véve pozitív volt. Főként a lények, járművek és épületek alkotása terén nyújtott szabadságot dicsérték, míg a sekélyes játékmenet miatt kapott negatív kritikákat. További negatív visszhangot váltott ki a játék SecuROM típusú másolásvédelmi eljárása

## Fázisok

### Sejtfázis
A játékos ebben a fázisban egy kis egysejtűt irányíthat. A játék legelején a vízben úszkálva kell hús vagy növénydarabokat összeszedni, majd egyre erősebbé válva más állatokat vagy nagyobb növényeket elkapva folyamatosan növekedni. A táplálkozásért DNS pontok szerezhetőek, amiket több hasznos dolgokra (sejtelemekre) lehet beváltani: csillóra, ostorra, szemekre, sejtszájakra. Ebben a fázisban mindössze kilenc ilyen van. A sejt a táplálkozással folyamatosan nő, ha pedig eléggé fejletté válik, agyat növeszt. Ekkor léphet át lábakat növesztve a szárazföldre, illetve a következő fázisba.

### Lényfázis
Most már dönthetünk hogy növényevők, húsevők vagy mindenevők leszünk, támadunk, vagy barátkozunk más lényekkel. A támadásokért, barátkozásért szintén DNS pontokat kapunk, valamint lényünk agytérfogata is nő. A kapott pontokat a játék legelején kezekre, lábakra költhetjük, hogy a szárazföldön is boldoguljunk. Természetesen párosodhatunk, és így léphetünk be a Lénylaborba (ahol szerkeszthetjük, bőrének színét megváltoztathatjuk és kipróbálhatjuk kedvencünket). Ha már elég nagy a teremtmény agytérfogata, átléphetünk a következő fázisba, a törzsi fázisba.

### Törzsi fázis
Lényünk alakját itt már nem módosíthatjuk, csak ruhákat, ékszereket és páncélokat adhatunk hozzá. A játék innentől kezdve valós idejű stratégiai játék. Az erdőben kell más állatokra vadászni, illetve elbűvölni őket. Itt már "képbe jön" a háziasítás is. Különböző küldetéseket teljesítve (pl.: támadj, bűvölj el egy törzset, háziasíts más fajokat) élelmet szerezhetünk, amit (mint az emberi törzsfejlődésben is) fizetőeszközként használhatunk. A táplálékért épületekre és újabb egyedekre lehet költeni. Cél: az egyetlen értelmes fajjá válni a bolygón. Az ellenség itt mindig más-más faj. Ha az összes másik törzset kiirtottuk vagy szövetségesünké tettük, akkor átléphetünk a következő fázisba.

### Civilizációs fázis
A játék folytatása hasonló, mint a törzsi fázis, de már az egész bolygót kell elfoglalnunk. Ellenségeink itt fajtársaink lesznek. Itt már (komolyabb) fizetőeszközöket használnak a lényeink: a spóradollárt. Pénzt a fűszergejzírek elfoglalásával tudunk szerezni. A kapott pontokat beválthatjuk járművekre, újabb épületekre vagy kereskedhetünk vele (pl.: megvásárolhatunk akár egy várost). A lényünket csak minimálisan tudjuk módosítani, elérhetővé válik viszont egy járműtervező és egy épülettervező, ahol saját katonai, gazdasági vagy vallásos járművet és épületeket kell terveznünk. Ezek segítségével lerohanhatjuk, megvásárolhatjuk, megtéríthetjük az ellenséges városokat. Ha a miénk az egész bolygó, átléphetünk a következő fázisba, és irány a világűr!

### Űrfázis
Az űrfázis kezdetén első dolgunk megtervezni a saját űrhajónkat, majd egy gyakorló küldetés végrehajtása (át kell repülni néhány város feletti karikán). A gyakorlás után irány a világűr és a szomszédos bolygók. Megtudjuk, hogy nem vagyunk egyedül a világűrben és megkapjuk a csillagközi meghajtás technológiáját is. Megismerjük a Grox fajt is, mely a Tejút legagresszívebb népe. Az új hajtóművel el tudunk most már repülni a szomszédos csillagokig is. A szomszédos rendszerekben értelmes lényekkel találkozhatunk, akikkel szövetséget köthetünk, kereskedhetünk vagy harcolhatunk. A lakatlan rendszereket pedig gyarmatosíthatjuk a gyarmatosító csodacsomag használatával. Ez az eszköz egy várost helyez el a bolygón, akik fűszert termelnek. A fűszert eladva további szövetségeket köthetünk, a pénzből pedig új technológiákat vásárolhatunk.
Természetesen mint "az igazi" földönkívüliekhez illik, már akkora erővel rendelkezünk, hogy a különböző bolygófestő és bolygószobrász eszközökkel akár átfesthetjük vagy átalakíthatjuk egy bolygó felszínét, légkörét, vagy a tengereit. Megváltoztathatjuk a domborzatot is, de a különböző eszközökkel akár légkört is teremthetünk, szabályozhatjuk a bolygó hőmérsékletét, vagy akár a víz színét is megváltoztathatjuk. Ezeknek az eszközöknek a használata nem kerül pénzbe, ingyen vannak (kivéve ha magad kéred őket).
Küldetések során elrabolhatunk, letelepíthetünk és kiirthatunk más fajokat. Itt szintén spóradollárral kereskedhetünk, akár a naprendszereket is megvásárolhatjuk.
Ezen a szinten medálokat kell gyűjteni, ettől növekszik a fejlődés csík, mely minden szinten jelen van (ez mutatja azt a küldetés-teljesítési mennyiséget, amennyivel átléphetünk egy új fázisba). Azonban ha elérjük a végét, nem lesz vége a játéknak. Ez a fázis örökké tart.
Ha legyőztük a Grox-okat vagy eljutottunk a galaxis középpontjába, akkor tekinthetjük végigjátszottnak a játékot. Azonban a játék ezután sem ér véget, innentől sandbox módba vált és akár az egész univerzumot is felfedezhetjük, mely kb. 100 000 csillagból és kb. 500 000 bolygóból áll.
A Grox-okat nem muszáj mind egy szálig kiirtani, szövetséget is lehet velük kötni.

## Sporepedia
A játékosok által létrehozott épületek, járművek és lények automatikusan mentésre kerülnek a Sporapediába, mely egy online katalógus a játékhoz. Az ide feltöltött alkotásokat a játék felhasználja a galaxis benépesítéséhez, így minden bolygó egyedi flórát és faunát kaphat, egyedi épületekkel és lakosokkal. 2018 októberében már több mint 190 millió egyedi épületet, járművet, növényt és lényt tartalmazott a gyűjtemény.

## Kiegészítő lemezek
A játékhoz 2008 novemberében jelent meg egy úgynevezett elemek csomag, a Spore: Édes és Rémes Elemek (Spore: Creepy & Cute) címmel, ami 60 új lény elemet tartalmaz (szájak, szemek, végtagok, kiegészítő elemek), 48 új festési opciót és 24 új animációt (a lényszerkesztőben a Járáspróba résznél tekinthetőek meg). Telepítéséhez az alapjáték is szükséges.
2009 júniusában jelent meg a Spore: Galaktikus Kalandok című kiegészítő lemez. "Hála a 2009 tavaszára tervezett kiegészítőnek, a játékosok még összetettebb játékélményre számíthatnak az űrfázisban. A játékosok űrjáró teremtményei most először lesugározhatják majd magukat az űrhajójukból, hogy felderítsék az új bolygókat, és jutalmakat gyűjtsenek be különféle, embert próbáló küldetések végrehajtásával. Ráadásul az új Kalandlabor lehetővé teszi a játékosok számára, hogy saját, egyedi küldetéseket is létrehozzanak és megosszanak a neten, ami szinte kimeríthetetlen játéklehetőséget kínál." -EA, október

## A játék védelme
Szigorú másolásvédelem védi a játékot: telepítés után online kell ellenőriztetni (kivéve, ha nem telepítjük az EA Download Manager-t, de akkor nem tudjuk lényeinket / épületeinket / járműveinket feltölteni a Spóropédiára). A játékot párhuzamosan 5 számítógépre lehet telepíteni. A játékot végtelenszer lehet telepíteni egy számítógépre. Ehhez uninstallálás előtt futtatni kell a Maxis által kiadott de-deauthorization tool-t. Ez a program eltávolítja a szerverről a felhasznált telepítési lehetőséget, így akárhányszor lehet telepíteni a játékot.
A játék a másolásvédelme miatt 2008-ban a legtöbbször letöltött játék lett. A feltörés után a különféle torrent oldalakon keresztül 1 700 000-en töltötték le a játékot.

## Fogadtatás
A játék jól nyitott, sok pozitív kritikát kapott, de gyakran kritizálták az egyes részek egyszerűségét.